# Meanwhile (Camouflage)
Pour les articles homonymes, voir Meanwhile.
Albums de Camouflage
Methods of Silence
(1989) Bodega Bohemia
(1993)
Singles
1. Heaven (I Want You)
Sortie : 1991
2. This Day / Handsome
Sortie : 1991

Meanwhile est le troisième album studio du groupe de synthpop allemand Camouflage, sorti en mars 1991 sur le label Metronome en Europe et Atlantic Records en Amérique du Nord.

## Présentation
Contrairement aux albums précédents du groupe et à la plupart de leurs travaux ultérieurs, Meanwhile propose des instruments plus « organiques » comme de vrais tambours et présente des musiciens invités jouant des instruments conventionnels.
Cet album se distingue, également, des précédents par une couleur musicale plus sombre, teintée de mélancolie, et des climats sonores plus élaborés.
Deux singles, extraits de Meanwhile, ont été publiés : Heaven (I Want You) et une double face de This Day et Handsome.
Heaven (I Want You) s'est classé en 57e position des charts en Allemagne.
Cet album est produit par Colin Thurston, qui fut l'artisan du son des deux premiers albums du groupe britannique Duran Duran.

## Liste des titres
Toutes les chansons sont écrites et composées par Camouflage, sauf les paroles des titres 5 et 7 écrites par Nia Neutron..
| 1.    | Seize Your Day                | 4:40 |
| 2.    | Heaven (I Want You)           | 5:18 |
| 3.    | Mellotron                     | 3:43 |
| 4.    | Mother                        | 4:35 |
| 5.    | Dad                           | 5:20 |
| 6.    | Where the Happy Live          | 4:05 |
| 7.    | These Eyes                    | 3:45 |
| 8.    | What For                      | 3:16 |
| 9.    | Waiting                       | 4:55 |
| 10.   | Accordion                     | 5:03 |
| 11.   | This Day                      | 3:56 |
| 12.   | Handsome                      | 4:03 |
| 13.   | Bitter Sweet                  | 4:18 |
| 14.   | Spellbound                    | 4:47 |
| 15.   | Who the Hell Is David Butler? | 4:13 |
| 65:56 |                               |      |